# Gyrodine
Gyrodine (ジャイロダイン?, Jairodain) è uno sparatutto a scorrimento per arcade sviluppato da Crux e pubblicato dalla Taito nel 1984. Il videogioco venne portato anche per Sharp X1, NEC PC-8801, MSX e Famicom.

## Modalità di gioco
Il giocatore pilota l'elicottero che porta il nome del titolo, muovendolo in otto direzioni. Durante il gioco si presentano gradualmente diverse tipologie di nemici: alcuni sono in movimento, come velivoli, carri armati e sottomarini, mentre altri sono statici, come le postazioni con torretta. Eliminare i bersagli consente di guadagnare punti. Se l'elicottero spara alle case o alle persone che appaiono di tanto in tanto, i punti verranno detratti e la difficoltà aumenterà temporaneamente. Il giocatore inizia con due vite, ma può incrementarle ogni 20 000 punti accumulati. Se l'elicottero viene colpito, si perde una vita; quando le vite si esauriscono, si verifica il game over. A differenza di molti giochi arcade, Gyrodine non è suddiviso in livelli ma presenta un unico lunghissimo scenario: una volta che esso viene completato, la sessione ricomincia mantenendo le vite e i punti già ottenuti dal giocatore.

## Accoglienza
In Giappone, la rivista Game Machine elencò Gyrodine nel numero del 1º agosto 1984 come la nona unità arcade di maggior successo del mese.